# 8th Fighter Wing

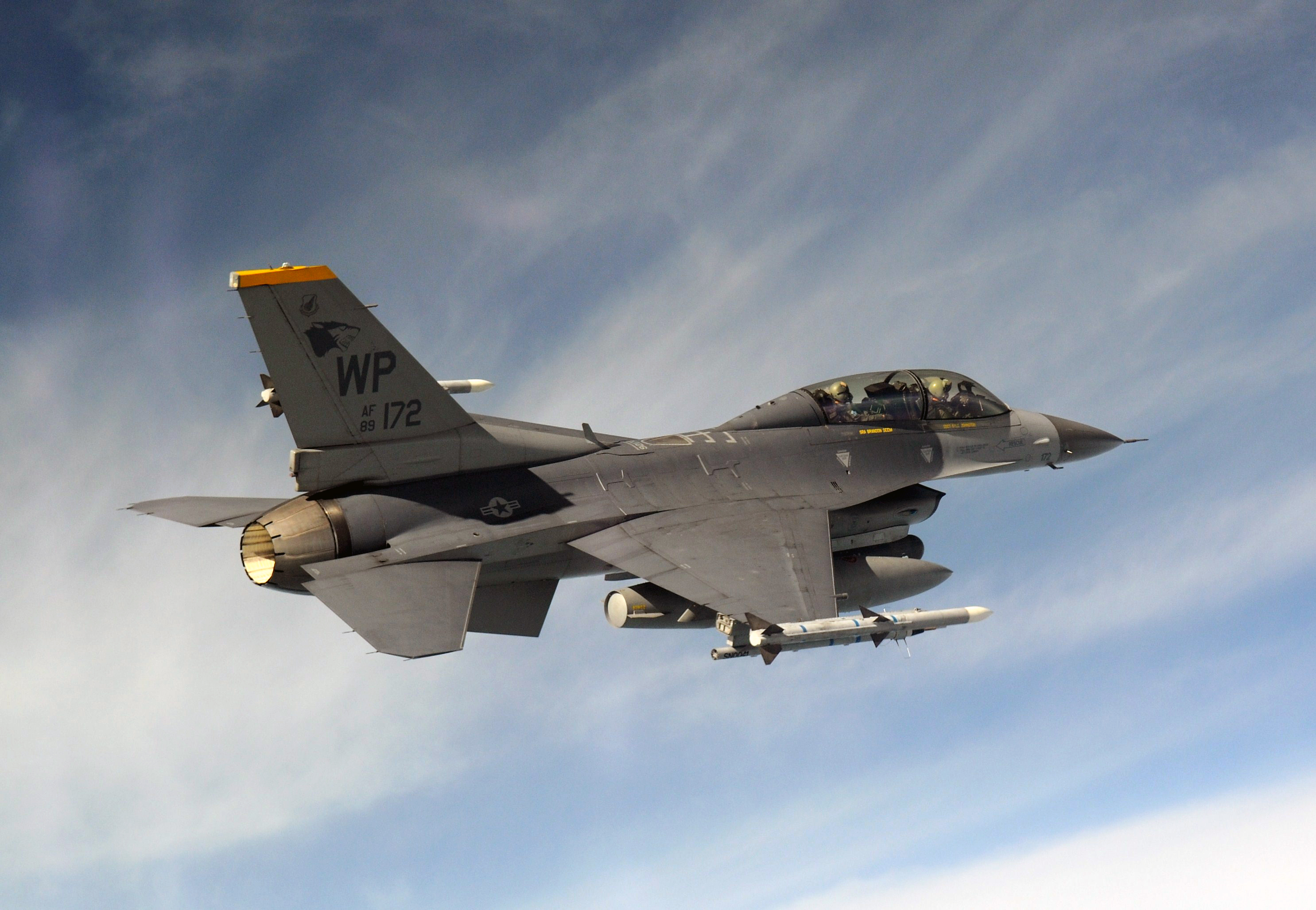
F-16DG del 80th FS

L'8th Fighter Wing è uno stormo Caccia della U.S.Pacific Air Forces, inquadrato nella Seventh Air Force. Il suo quartier generale è situato presso la base aerea di Kunsan, in Corea del Sud.

## Organizzazione
Attualmente, al maggio 2017, esso controlla:
- 8th Operations Group
  - 8th Operations Support Squadron
  -  35th Fighter Squadron, striscia di coda blu - Equipaggiato con F-16CG/DG
  -  80th Fighter Squadron, striscia di coda oro - Equipaggiato con F-16CG/DG
- 8th Maintenance Group
  - 8th Aircraft Maintenance Squadron
  - 8th Maintenance Squadron
  - 8th Maintenance Operations Squadron
- 8th Mission Support Group
  - 8th Civil Engineer Squadron
  - 8th Communications Squadron
  - 8th Logistics Readiness Squadron
  - 8th Force Support Squadron
  - 8th Security Forces Squadron
- 8th Medical Group
  - 8th Medical Support Squadron
  - 8th Medical Operations Squadron